# Кеннеди, Тайлер
Тайлер Кеннеди (англ. Tyler Kennedy; 15 июля 1986, Су-Сент-Мари, Онтарио) — профессиональный канадский хоккеист. Амплуа — центральный нападающий.
На драфте НХЛ 2004 года был выбран в 4 раунде под общим 99 номером командой «Питтсбург Пингвинз». 19 мая 2006 подписал контракт с Питтсбург Пингвинз. 27 октября 2007 провел свой первый матч в НХЛ за Питтсбург Пингвинз. 3 ноября 2007 забросил свою первую шайбу в НХЛ в ворота Нью-Йорк Айлендерс.
Летом 2013 «Питтсбург» обменял форварда Тайлера Кеннеди в «Сан-Хосе» на право выбора во втором раунде под 50-м номером.
2 марта 2015 года «Сан-Хосе» обменял Кеннеди в «Нью-Йорк Айлендерс» на выбор в седьмом раунде драфта 2015 года.

## Статистика
| Легенда | Легенда                    | Легенда | Легенда                   | Легенда | Легенда    |
| ------- | -------------------------- | ------- | ------------------------- | ------- | ---------- |
| И       | Количество проведённых игр | Штр     | Штрафное время            | +/−     | Плюс-минус |
| Г       | Голы                       | П       | Голевые передачи          | О       | Очки       |
| -       | Статистика неизвестна      | —       | Статистика не учитывалась |         |            |